# Politický systém Podněsterské moldavské republiky

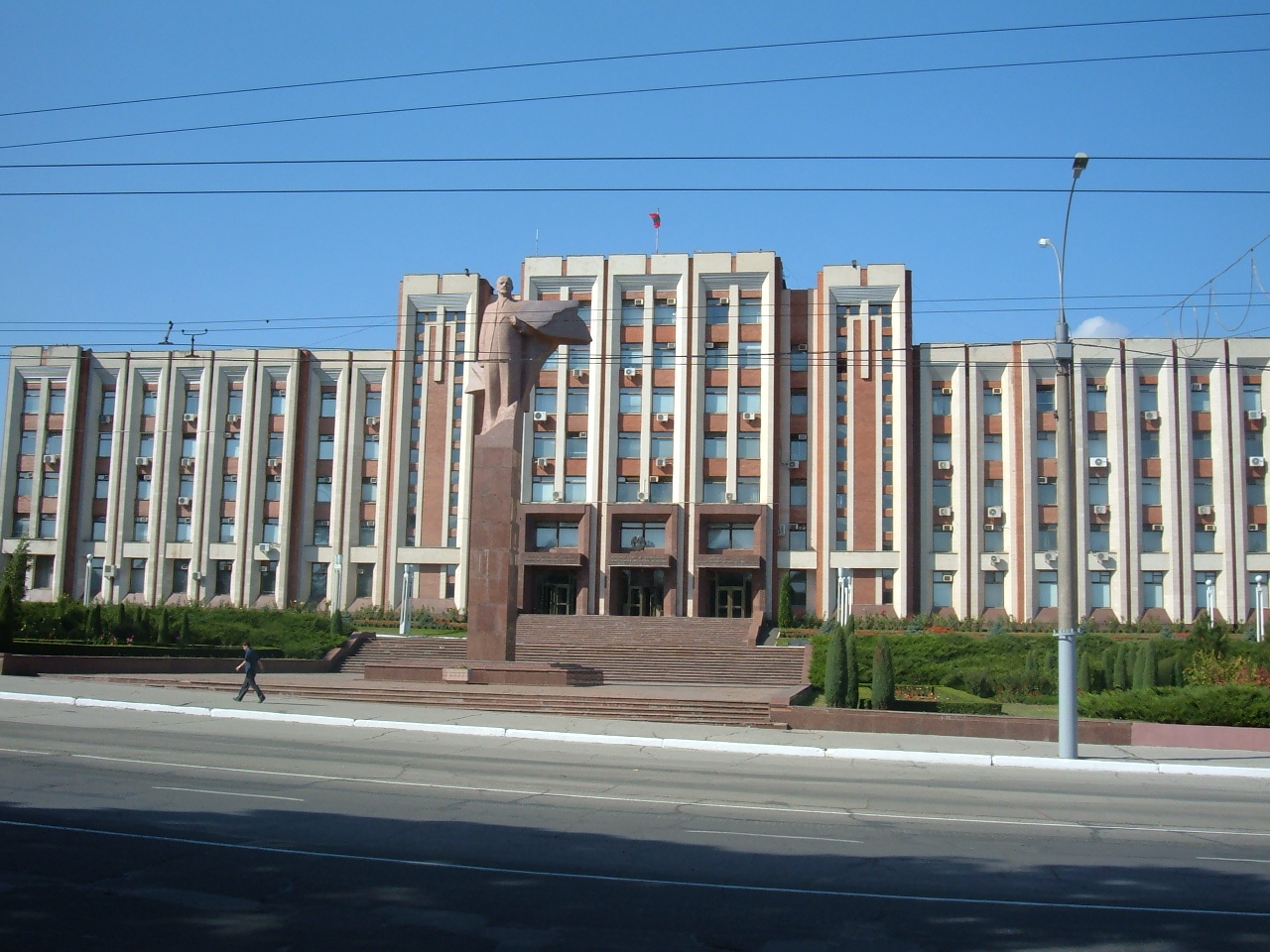
Sídlo Nejvyššího sovětu PMR a zároveň podněsterského prezidenta

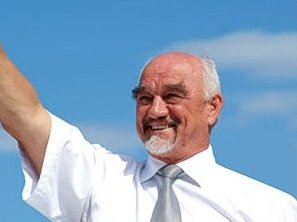
Prezident Igor N. Smirnov

Podněstří je z pohledu mezinárodního práva integrální území Moldavské republiky, de facto se ale jedná o nezávislý stát, ve kterém nemá kišiněvská vláda žádnou moc. Podle ústavy je Podněstří prezidentskou republikou, ve které je prezident hlavou státu a zároveň hlavou vlády. Prezident je volen přímou volbou na pětileté funkční období. Od vzniku státu funkci zastává Igor Nikolajevič Smirnov.
Jednokomorový parlament s 43 poslanci je volen všelidovým hlasováním na pět let, nazývá se Nejvyšší sovět Podněsterské moldavské republiky. Volby jsou založeny na volné soutěži více politických stran, z důvodu mezinárodního neuznání republiky se jich ale nezúčastňují zahraniční pozorovatelé. Žádný stát, kromě sporné Abcházie, Jižní Osetie a Náhorního Karabachu, podněsterské volby neuznává, OBSE prohlásila, že za současného stavu se v regionu nemohou konat demokratické volby.

## Politické strany
V Podněstří působí více politických stran, strany moldavské se voleb neúčastní, jelikož Podněsterskou moldavskou republiku neuznávají a ani v ní nejsou registrovány. Podněsterské politické strany je možno rozdělit na:
- Blok podporující politiku prezidenta Smirnova
  - Republika
  - Narodnaja volja
  - Komunistická strana Podněstří
  - Proryv!
  - Spravedlivá republika
- Strany opoziční vůči prezidentu Smirnovovi
  - Obnova
  - Podněsterská komunistická strana
  - Liberálně-demokratická strana Podněstří
  - Sociálně demokratická strana Podněstří

Podle sčítání lidu z roku 2004 mělo 107 600 občanů Podněstří i moldavské občanství. Při moldavských parlamentních volbách v roce 2005 bylo při podněsterských hranicích zřízeno devět speciálních volebních místností pro tyto občany, možnosti zúčastnit se voleb jich využilo asi 8 000.